# Bela odela
Bela odela (ital. Tute Bianche) je bio italijanski društveni pokret (aktivan od 1994. do 2001) zasnovan na taktikama uličnih protesta.
Pokret je nastao 1994. godine kada je gradonačelnik Milana, Formentini, naredio rasturanje socijalnih centara rečima: „Od sada centri neće biti ništa drugo nego duhovi iznad grada”. Ubrzo su izbile masovne demonstracije za odbranu društvenih centara, na kojima su se „beli duhovi” tj. aktivisti obučeni skroz u belo, pojavili.
Bela odela odbacuju tradicionalnu dihotomiju nasilje/nenasilje i praktikuju taktike koje se mogu opisati kao borbeno nenasilje. Za razliku od taktike pasivnog nenasilja (npr. sedenje na ulici isped policije) aktivno nenasilje podrazumeva obmotavanje tela sunđerima da bi se probili kroz policijski obruč i zaštitili od pendreka. Umotani u sunđere i madrace i zaštićeni debelim slojem izolacije, katapultiraju sopstvena tela na barikade, a naoružani vodenim topovima se probijaju kroz redove policije. Obično marširaju u blok formacijama (kao policijski kordon) radi međusobne zaštite tokom demonstracija i odbrane aktivista od hapšenja.
Središte pokreta je činila italijanska Ya basta asocijacija, mreža grupa širom Italije inspirisanih zapatističkim ustankom u Čijapasu 1994. godine i italijanskim autonomnim pokretom 1970-ih i 80-ih. Pokretačka deviza pokreta je preuzeta od zapatista: Ya basta! (Dosta!).
Bore se, između ostalog, za
- univerzalno zagarantovani „osnovni prihod”,
- globalno državljanstvo koje garantuje slobodno kretanje ljudi preko granica i
- slobodan pristup novim tehnologijama, što u praksi najčešće podrazumeva slobodan softver i
- borbu protiv restriktivnih autorskih prava.

Strategija pokreta se naziva građanska i društvena neposlušnost i uključuje
- zauzimanja i stvaranje samoupravih socijalnih centara,
- antikapitalističko organizovanje,
- aktivizam za prava izbeglica i radnika emigranata, kao i
- stvaranje velikih blok-formacija tokom demonstracija, da bi se zadržale ulice tokom sukoba sa policijom.

Tokom protesta protiv G8 u Đenovi u julu 2001. pokret je dostigao svoj vrhunac, sa oko 10.000 demonstranata u zajedničkoj blok formaciji. Nakon Đenove se asocijacija Ya Basta! raspada, a neke preostale grupe menjaju ime u Disobedienti (neposlušni).
Pokret belih odela je izvršio veliki uticaj na nove društvene pokrete širom sveta, pa imamo u Britaniji grupu WOMBLES koja koristi njihove taktike, u Španiji Mano Bianco, a u SAD Ya Basta Collective, sa sedištem u Njujorku (koji, doduše, nose žuta a ne bela odela).